# Chiarano
Chiarano – miejscowość i gmina we Włoszech, w regionie Wenecja Euganejska, w prowincji Treviso.
Według danych na rok 2004 gminę zamieszkiwały 3114 osoby, 163,9 os./km².